# Castilleja del Campo
Castilleja del Campo es un municipio español de la provincia de Sevilla, Andalucía. En 2018 contaba con 625 habitantes. Su extensión superficial es de 16,22 km². Se encuentra situada a una altitud de 121 metros y a 33 kilómetros de la capital de provincia, Sevilla.

## Localización
| Escacena del Campo | Aznalcóllar             | Olivares            |
| Manzanilla         |                         | Sanlúcar la Mayor   |
| Chucena            | Carrión de los Céspedes | Huévar del Aljarafe |

## Historia
La zona debió estar poblada desde la época de los romanos por la gran cantidad de mosaicos, tumbas y tierra sigilada hallada por los arqueólogos y que van desde los tiempos del emperador Claudio hasta Adriano.
Cuando los musulmanes invaden la provincia romana de la Bética (711-713) esta zona pasa a ser una simple alquería llamada Albeçameit y había un destacamento destacado para proteger el antiguo camino romano que atravesaba el término.
Cuando los normandos (vikingos) atacan Sevilla en el siglo IX asaltarán también esta y otras alquerías de la zona.
A mediados del siglo XIII los cristianos reconquistan la provincia y esta zona pasa a ser un pueblo más del valle de Texada.
En 1594 formaba parte del  reino de Sevilla en el Axarafe y contaba con 161 vecinos pecheros.
Como monumento más significativo, podemos hablar de la iglesia de San Miguel Arcángel que data del siglo XVIII.

## Geografía humana

### Demografía
Cuenta con una población de 612 habitantes (INE 2024).
| Gráfica de evolución demográfica de Castilleja del Campo entre 1842 y 2021                                            |
| |
| Población de derecho según los censos de población del INE. Población de hecho según los censos de población del INE. |

### Economía

#### Evolución de la deuda viva municipal
| Gráfica de evolución de Deuda viva del Ayuntamiento de Castilleja del Campo entre 2008 y 2019                                |
| |
| Deuda viva del Ayuntamiento de Castilleja del Campo en miles de Euros según datos del Ministerio de Hacienda y Ad. Públicas. |

## Festividades y actos culturales
Las fiestas patronales, en honor de san Miguel y a la Virgen del Buen Suceso, tienen lugar la primera semana de agosto. El último fin de semana de septiembre tiene lugar la festividad de San Miguel Arcángel, coincidiendo con su día del santoral: el 29 de septiembre. También se realiza la celebración pública del Corpus Christi, así como la Cabalgata de Reyes del 6 de enero.[cita requerida]
En otoño tienen lugar unas jornadas culturales con música y teatro y el día internacional del libro (en abril) se dedica una semana a actos relacionados con la literatura.[cita requerida]